# 贵德沙蜥
贵德沙蜥（学名：Phrynocephalus putjatai）一种分布于中华人民共和国青海省东部黄河谷地的蜥蜴，隶属于飞蜥科沙蜥属。贵德沙蜥分类长期存在争议，曾被认为属于青海沙蜥（Phrynocephalus vlangalii），现经染色体分析，确认贵德沙蜥为有效的独立物种。
2009年，王跃招等学者发布文章描述了贵南沙蜥（Phrynocephalus guinanensis）新物种。尽管贵南沙蜥与贵德沙蜥个体大小与体色特征差异显著，但染色体特征表明两者具有较近的核型演化关系，不支持贵南沙蜥为有效物种。贵南沙蜥可以认为是贵德沙蜥的生态种。

## 保护
本种于2023年被收录入《有重要生态、科学、社会价值的陆生野生动物名录》。